# Henri de Bourgneuf d'Orgères
Pour les articles homonymes, voir Bourgneuf et Famille de Bourgneuf.
Henri de Bourgneuf d'Orgères, est un prélat français du XVIIe siècle. Il est le fils de Jean de Cucé et d'Orgères et le neveu de Charles de Bourgneuf, évêque de Nantes. Il est né le 23 septembre 1590 à Rennes et mort à Paris le 27 août 1660.
Henri de Bourgneuf d’Orgères est aussi un magistrat membre du parlement de Bretagne. Il a été Conseiller et garde-scel au parlement de Bretagne (1614-1627) et 6ème premier président du parlement de Bretagne (1636-1661).

## Biographie
Il est le fils de Jean (1560-1636), seigneur de Cucé et d'Orgères, premier président au parlement de Bretagne, et de Renée de Thou (1570-1633).
La seigneurie d'Orgères a été érigée pour lui en baronnie en 1641 et celle de Cucé en marquisat en 1644.
Henri de Bourgneuf succède à son oncle Charles en 1621 comme évêque de Nantes. Il n'obtient jamais ses bulles, n'est jamais sacré, ni même ordonné. 
Il est conseiller et garde-scel au parlement de Bretagne (1614-1627). C'est un office normalement attribué à un originaire de la province. Il est pourvu le 9 avril 1614 de l'un des deux offices possédés par Hirosme Chohan, pour servir au semestre d'août 1614. Il est reçu le 25 juin 1614. Des lettres du 4 juin 1614 l'autorisent à permuter avec son vendeur et il passe au semestre de février. Il résigne en faveur de Gilles Huchet.
Il est premier président du parlement de Bretagne (1636-1661). C'est un office normalement attribué à un non-originaire de la province. Il est pourvu de la survivance dès le 10 mars 1622 après résignation de son père Jean, qui est autorisé à poursuivre sa charge. Il est reçu et assermenté le 13 mai 1622. Il prend possession de sa charge le 6 juin 1636, le lendemain de la mort de son père. À son décès la charge est vendue à François d'Argouges. Il a échappé à la règle des origines en raison des attaches que la famille avait dans la haute magistrature parisienne.
Il est marié en secondes noces à Calliope d'Argentré, fille de Charles (1560-1625), seigneur de La Bouexière, conseiller au parlement de Bretagne, président des enquêtes au parlement de Bretagne. Elle était la veuve de Jean Rogier, conseiller au parlement de Bretagne (1618-1625), président à mortier au parlement de Bretagne (1625-1631).
Blasonnement : D'argent au sautoir de sable, au franc quartier de gueules, chargé de deux poissons, chargés en fasce, d'argent.